# Macaulayita
La macaulayita és un mineral de la classe dels silicats. Va ser anomenada en honor de l'Institut Macaulay de Recerca sobre el Sòl.

## Característiques
La macaulayita és un fil·losilicat de ferro de fórmula química Fe3+
24Si₄O43(OH)₂. Cristal·litza en el sistema monoclínic. És un mineral que té la capacitat d'inflar-se, es creu que està format per capes de làmines que contenen dotze octaedres de ferro-oxigen envoltades per sobre i per sota una làmina de silicats tetraèdrics (SiO4−
4).
Segons la classificació de Nickel-Strunz, la macaulayita pertany a «09.EC - Fil·losilicats amb plans de mica, compostos per xarxes tetraèdriques i octaèdriques» juntament amb els següents minerals: minnesotaïta, talc, wil·lemseïta, ferripirofil·lita, pirofil·lita, boromoscovita, celadonita, chernykhita, montdorita, moscovita, nanpingita, paragonita, roscoelita, tobelita, aluminoceladonita, cromofil·lita, ferroaluminoceladonita, ferroceladonita, cromoceladonita, tainiolita, ganterita, annita, ephesita, hendricksita, masutomilita, norrishita, flogopita, polilitionita, preiswerkita, siderofil·lita, tetraferriflogopita, fluorotetraferriflogopita, wonesita, eastonita, tetraferriannita, trilitionita, fluorannita, xirokxinita, shirozulita, sokolovaïta, aspidolita, fluoroflogopita, suhailita, yangzhumingita, orlovita, oxiflogopita, brammal·lita, margarita, anandita, bityita, clintonita, kinoshitalita, ferrokinoshitalita, oxikinoshitalita, fluorokinoshitalita, beidel·lita, kurumsakita, montmoril·lonita, nontronita, volkonskoïta, yakhontovita, hectorita, saponita, sauconita, spadaïta, stevensita, swinefordita, zincsilita, ferrosaponita, vermiculita, baileyclor, chamosita, clinoclor, cookeïta, franklinfurnaceïta, gonyerita, nimita, ortochamosita, pennantita, sudoïta, donbassita, glagolevita, borocookeïta, aliettita, corrensita, dozyïta, hidrobiotita, karpinskita, kulkeïta, lunijianlaïta, rectorita, saliotita, tosudita, brinrobertsita, burckhardtita, ferrisurita, surita, niksergievita i kegelita.

## Formació i jaciments
La macaulayita va ser descoberta a Bennachie, a Aberdeenshire (Escòcia, Regne Unit). També ha estat descrita a Albany (Nou Hampshire, Estats Units) i la pedrera Laghetto (Llombardia, Itàlia).